# GSPベオグラード

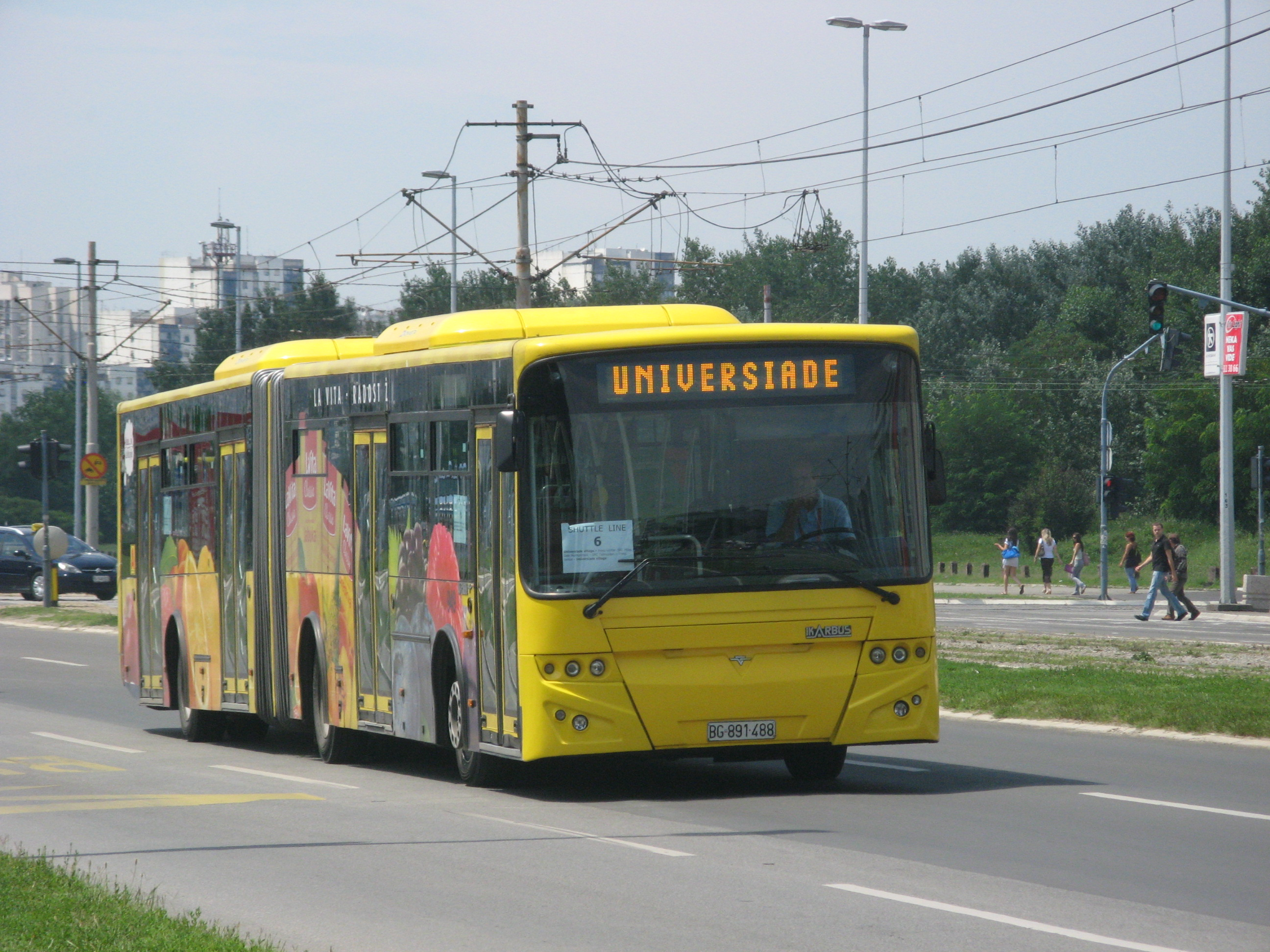
バス（2009年夏季ユニバーシアード会場輸送）

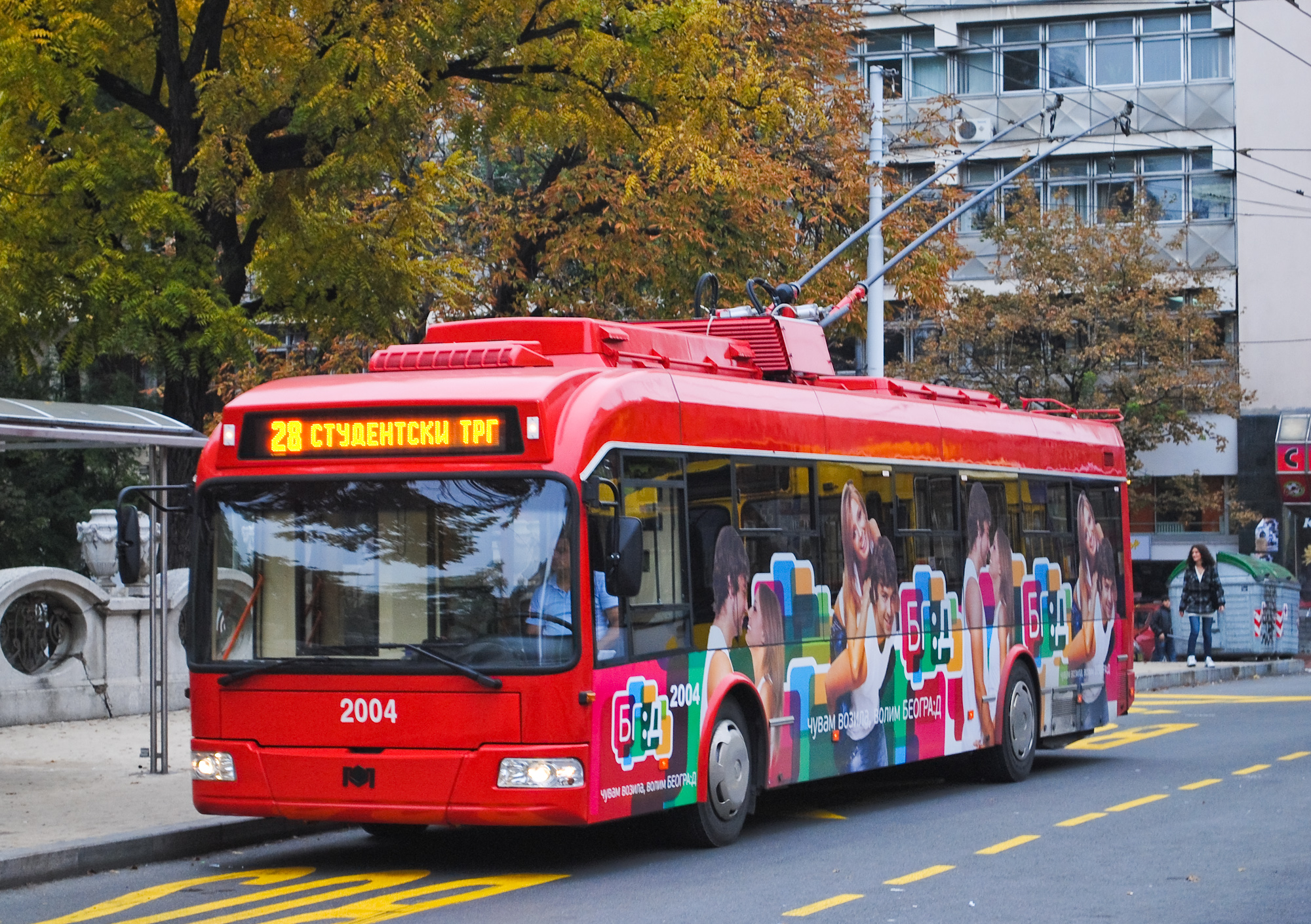
トロリーバス（28番系統）

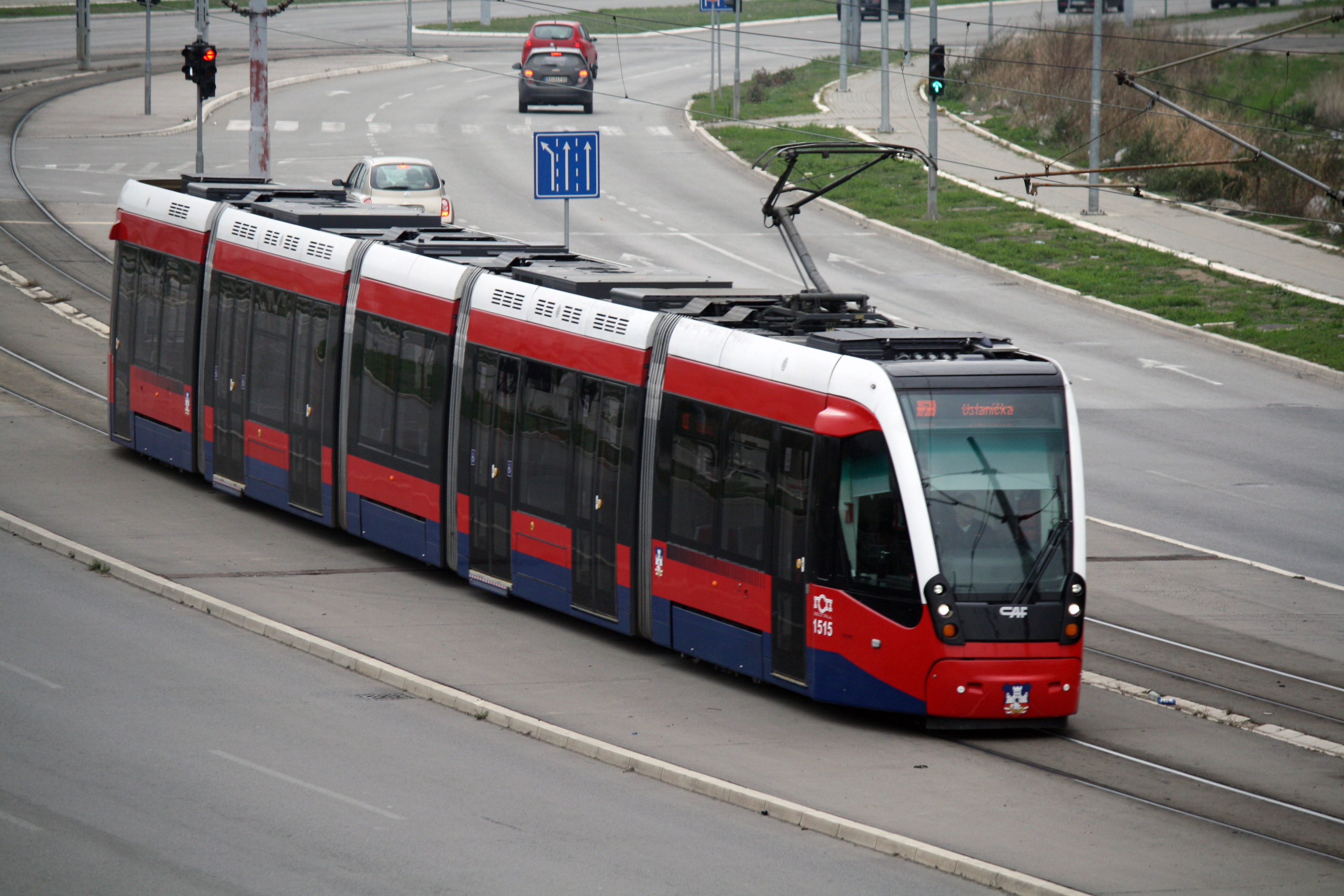
路面電車（CAF Urbos3）

路面電車の路線図

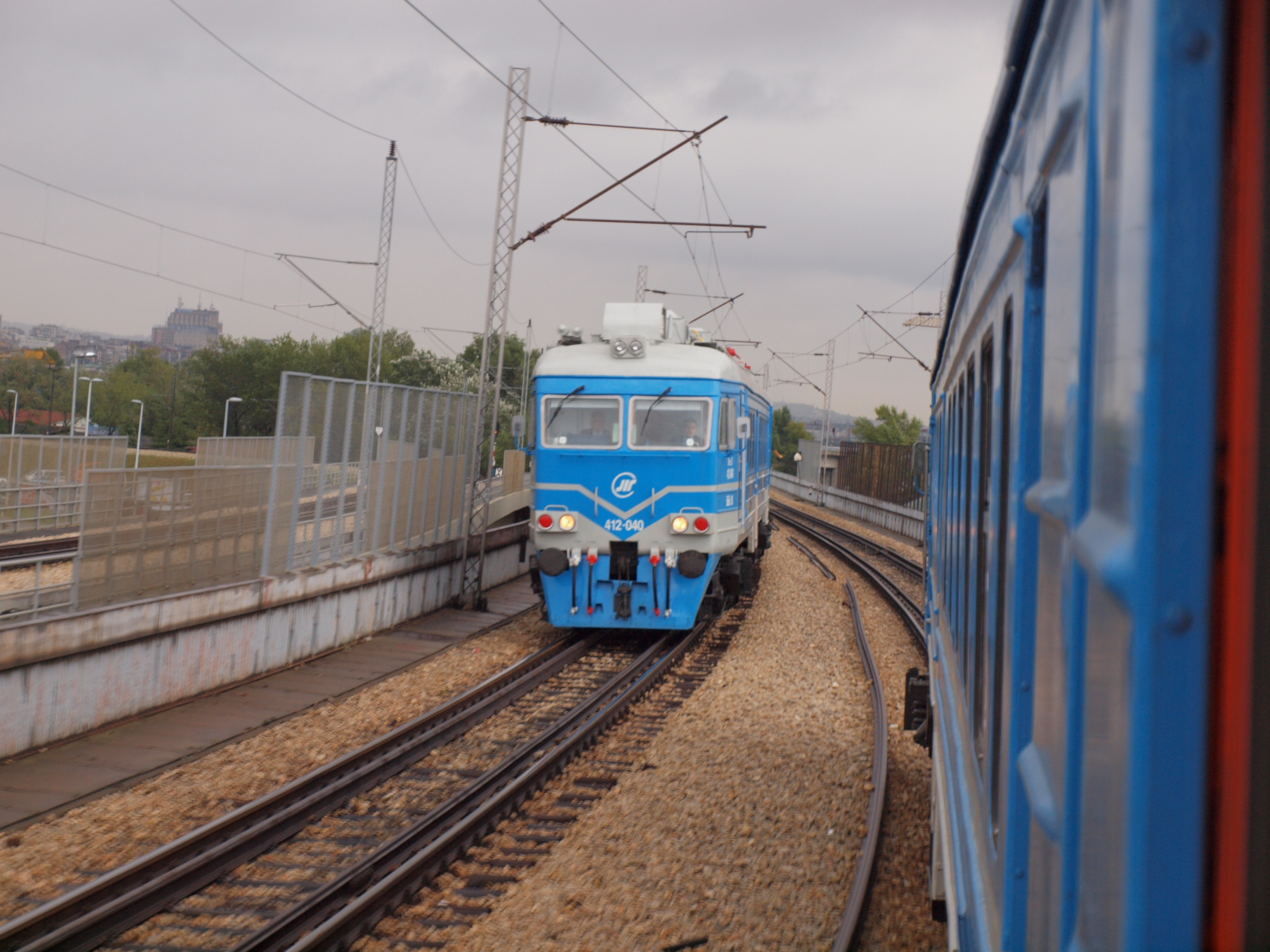
BG Vozに運用されるセルビア鉄道412系電車

GSPベオグラード（セルビア語:ГСП（Градско саобраћајно предузеће） Београд、英語:GSP Belgrade）は、セルビア共和国の首都ベオグラードでバス・トロリーバス・路面電車の運行及び都市鉄道「BG Voz」の運営管理を行う交通事業者である。ベオグラード市政府出資の公社組織であり、名称の日本語訳としては「ベオグラード市公共輸送公社」又は「ベオグラード市公共交通公社」と称されることが多い。

## 概要
下記の交通機関の運行・運営管理を行っている。共通のゾーン制運賃（都心部・郊外の2ゾーン制）が適用されており、同じチケットで利用できる。この運賃制度はベオグラード市内を運行する民営バスにも適用され、共通乗車ができる。2012年2月からは、ICカードを使用した運賃収受システムBusPlusの運用を開始した。

### バス
2006年時点での運行路線数は117路線、路線延長1495.7km、車両数844台である。ベオグラード市には地下鉄が整備されておらず、トロリーバス・路面電車の路線網も限定されていることから、バスが公共交通の主力となっており、利用者も多い。車両の半数以上は二車体連節車となっている。
1990年代を通じて続いたユーゴ紛争では、経済制裁による燃料・補修部品の不足、車庫への空爆による損害等のため運行車両が大幅に不足し、混乱が続いた。2000年以降、紛争の終息・経済制裁の解除とともに各国の支援により車両・施設の補充・復旧が行われ、急速に復興が進められた。この頃導入された車両のうち93台は、日本政府のODAにより2002年に購入された車両（シャーシはMAN製、車体はトルコ製。93台のうち二車体連節車75台、単車18台）である。その他、国内メーカーのイカルバス製の新型車両の導入も進められている。
日本のODAで導入されたバスにはセルビアと日本の国旗が描かれており、現地では『ヤパナッツ（日本人）』と呼ばれている。

### トロリーバス
2006年時点での運行路線数は8路線、路線延長は58kmである。
車両は、旧ソ連製ウリツキーZIU-9型が主力であったが、老朽化により2012年までに新型車両に置き換えられた。バスと同様、二車体連節車も使用されている。

### 路面電車
2006年時点での運行路線数は12路線、路線延長は127.3kmである。
車両はチェコ・ČKDタトラ製二車体連節車が主力で、他にヨーロッパ他都市からの譲受車も使用されている。2011年からは超低床車CAF Urbos3 が導入されている。

### 都市鉄道
セルビア鉄道がベオグラード近郊で運行するコミュータ鉄道サービス「ベオヴォズ」の一部と線路・駅施設等を共用して運行される。2010年9月からパンチェヴォ橋 - ノヴィ・ベオグラード間で運行が開始され、2011年4月にノヴィ・ベオグラード - バタイニツァ間が延伸された。

## 車両・停留所等の画像

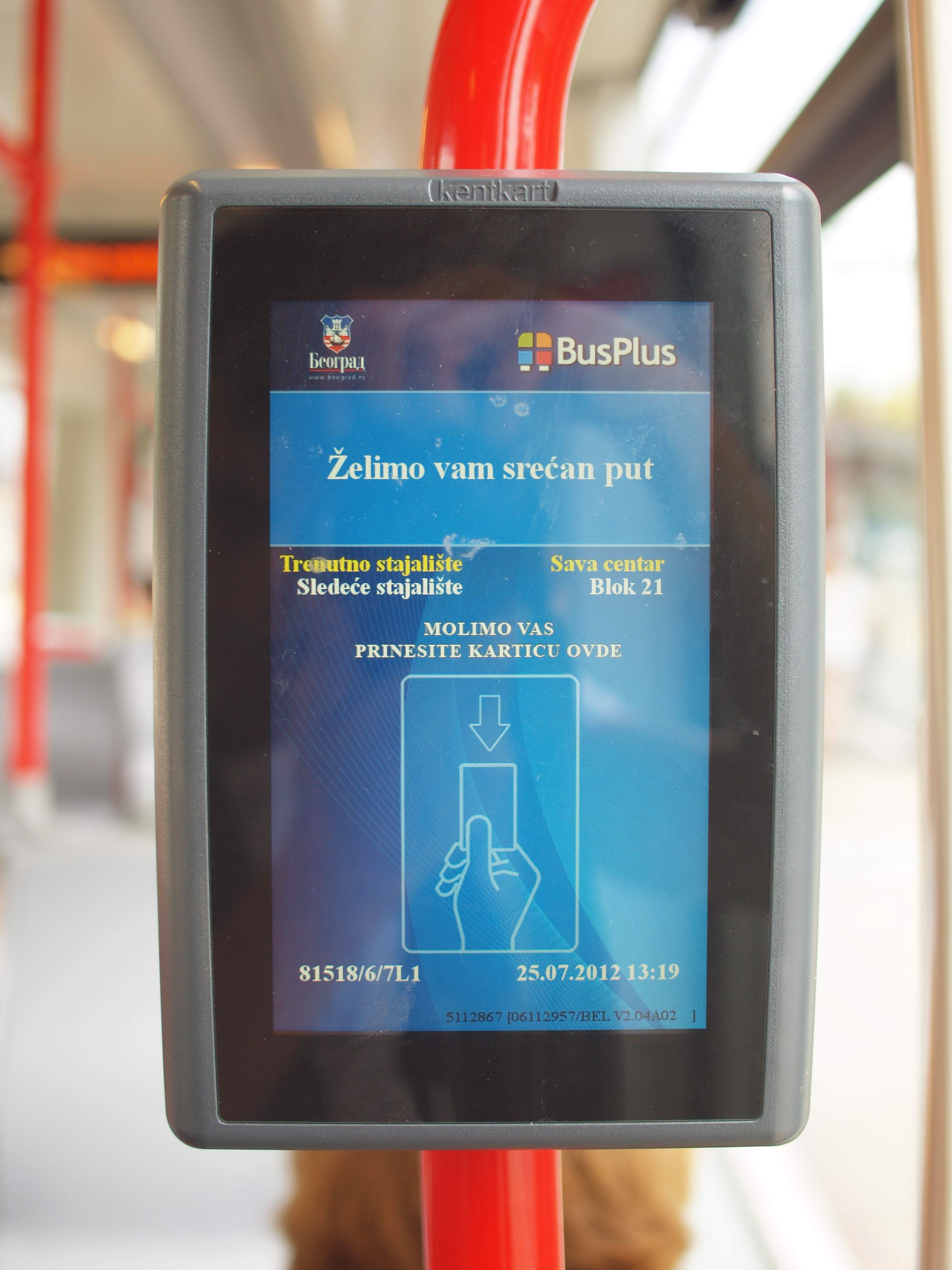
BusPlusの車載器

バス

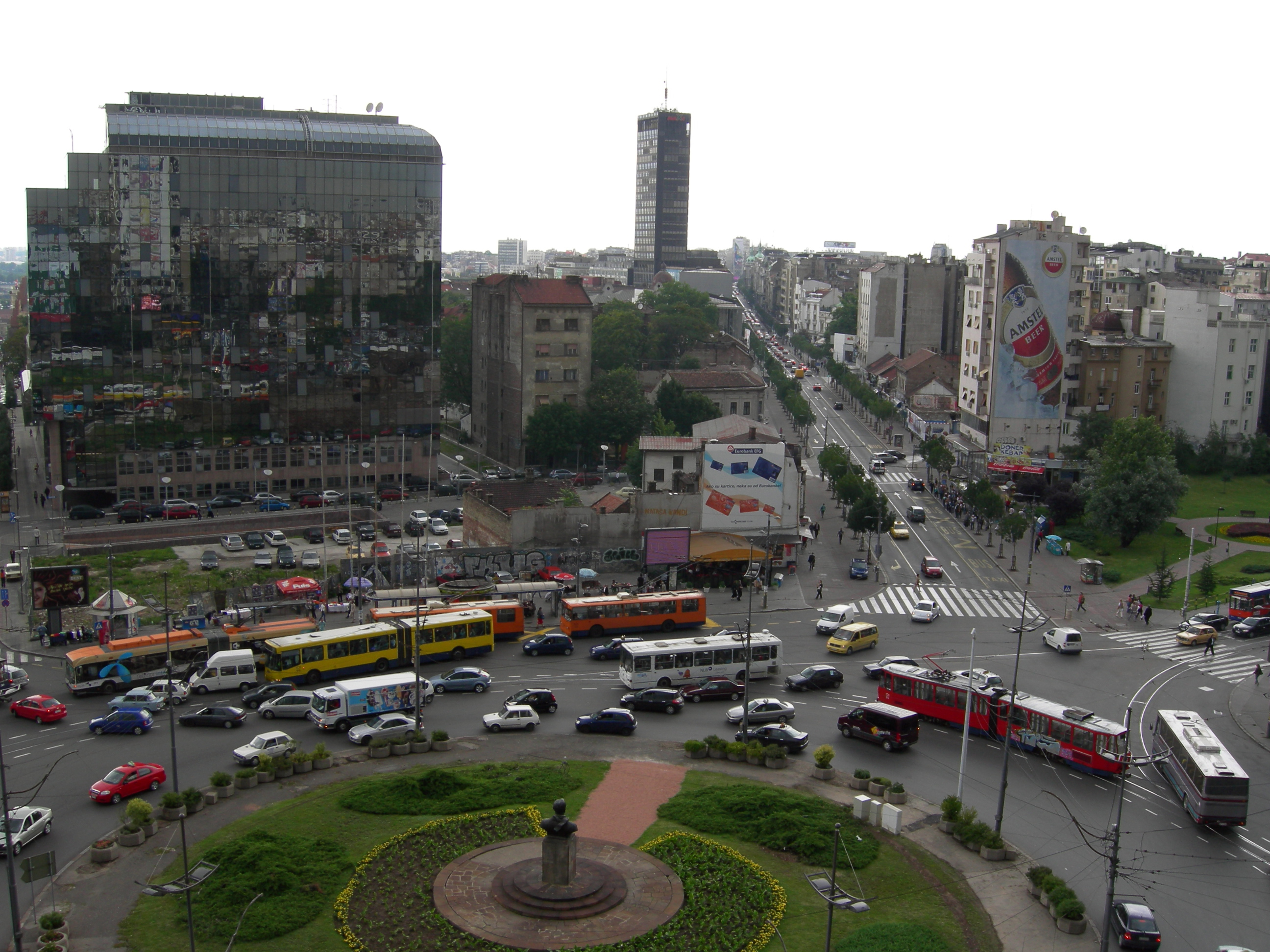
市内中心部、スラヴィア広場のロータリーと停留所
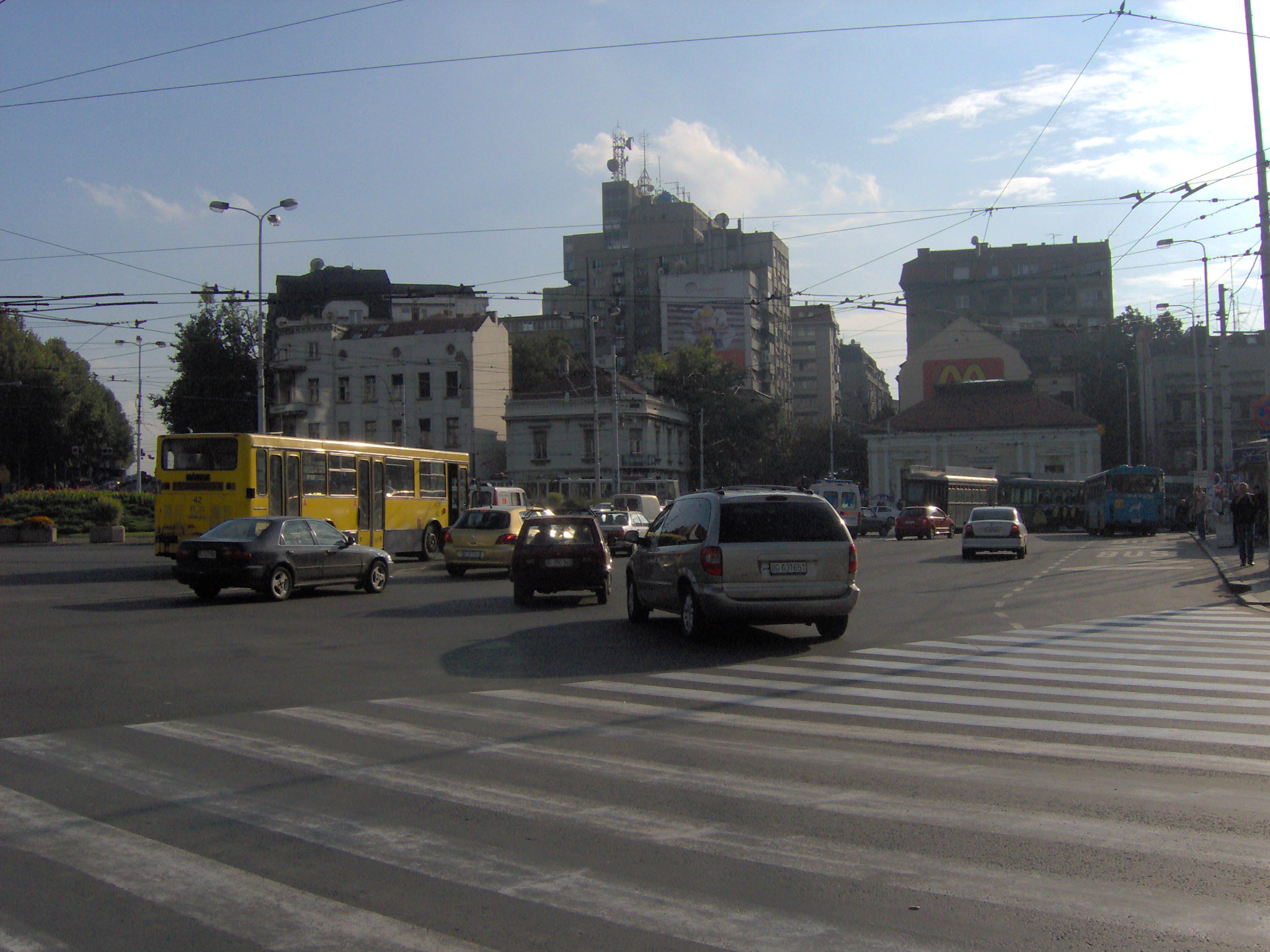
スラヴィア広場の停留所
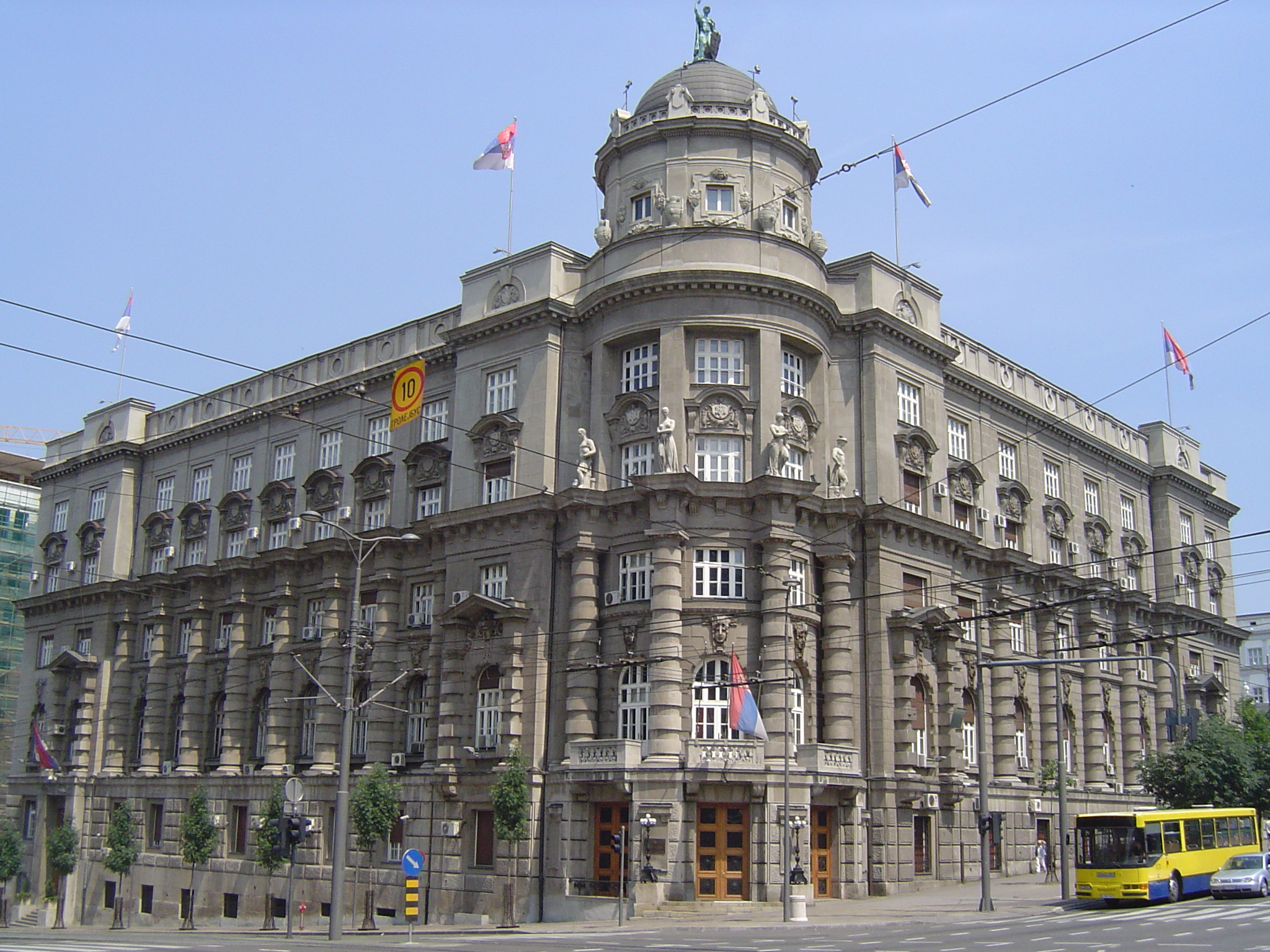
セルビア政府庁舎前を行くバス
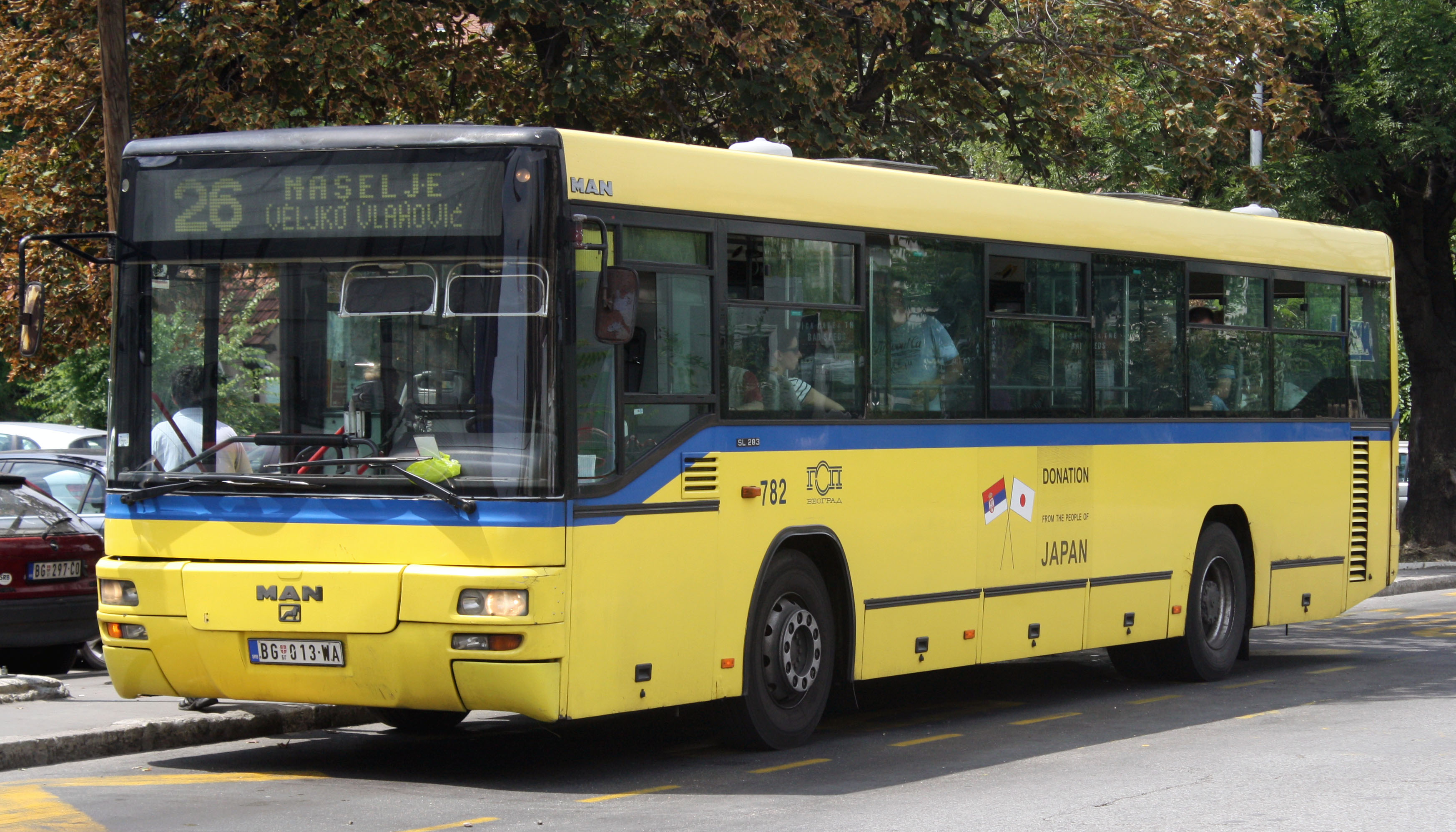
単車バス（日本政府のODAにより導入されたMAN SL283）
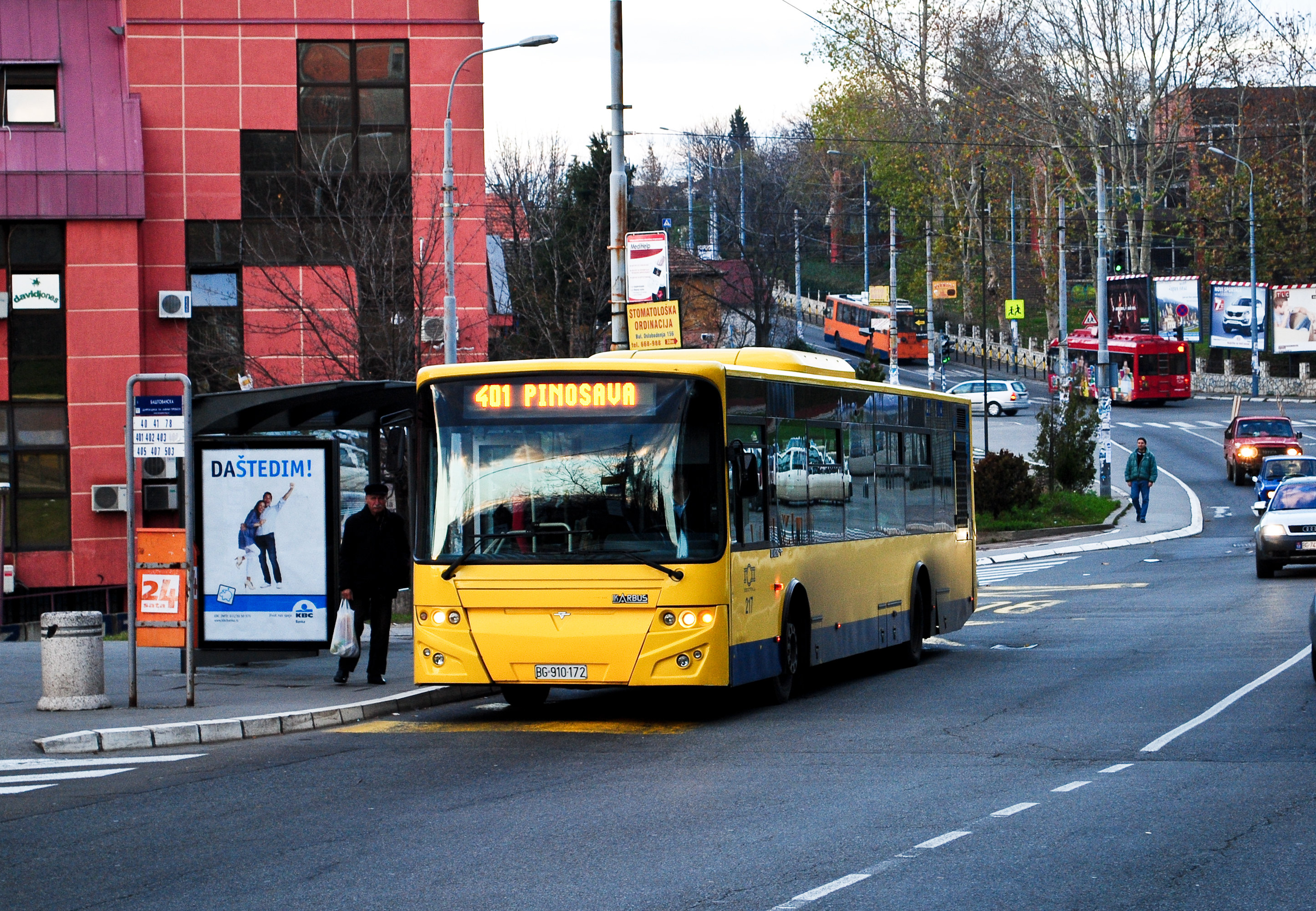
単車ノンステップバス（イカルバスIK-112N）
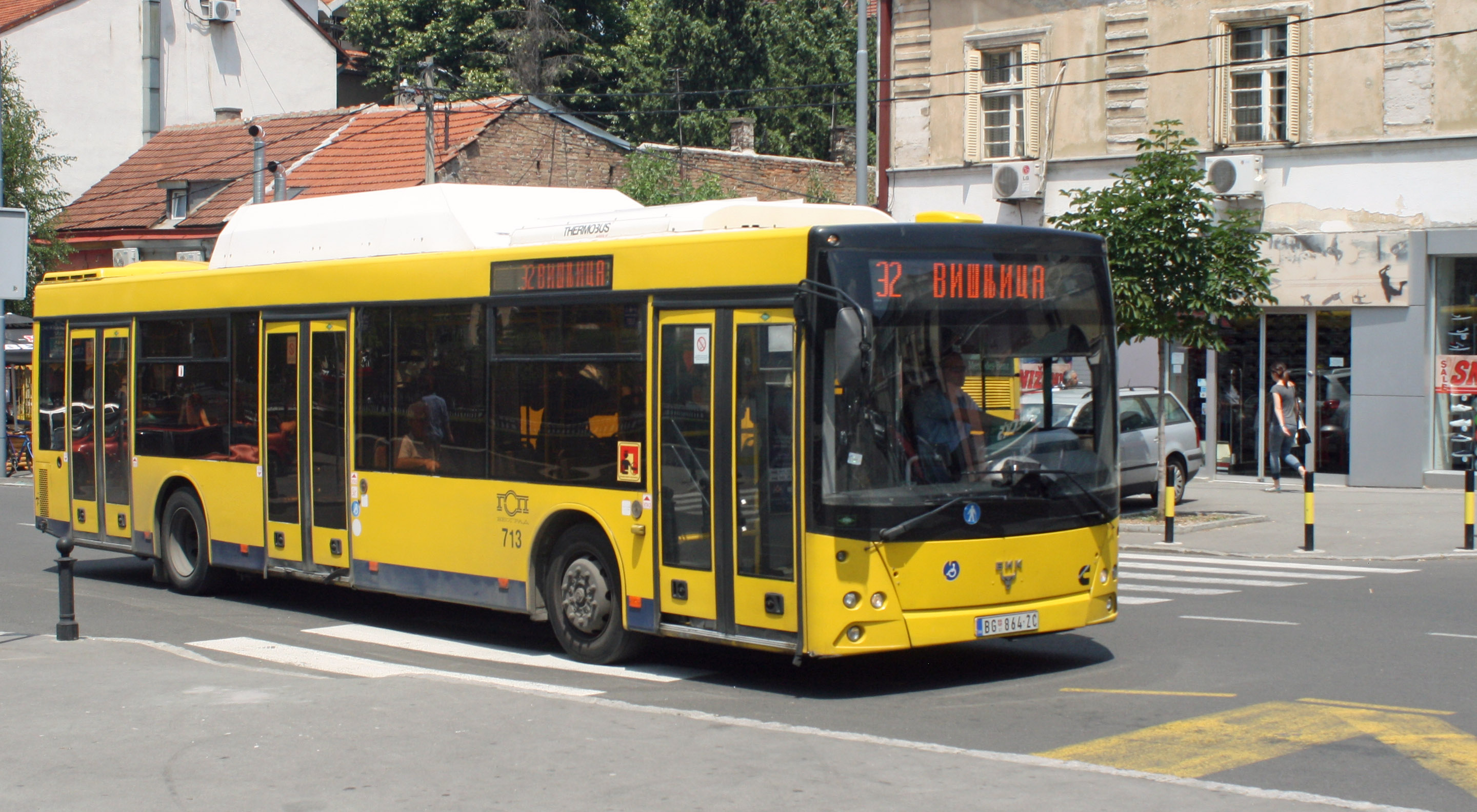
単車CNGノンステップバス（MAZ BIK203CNG）
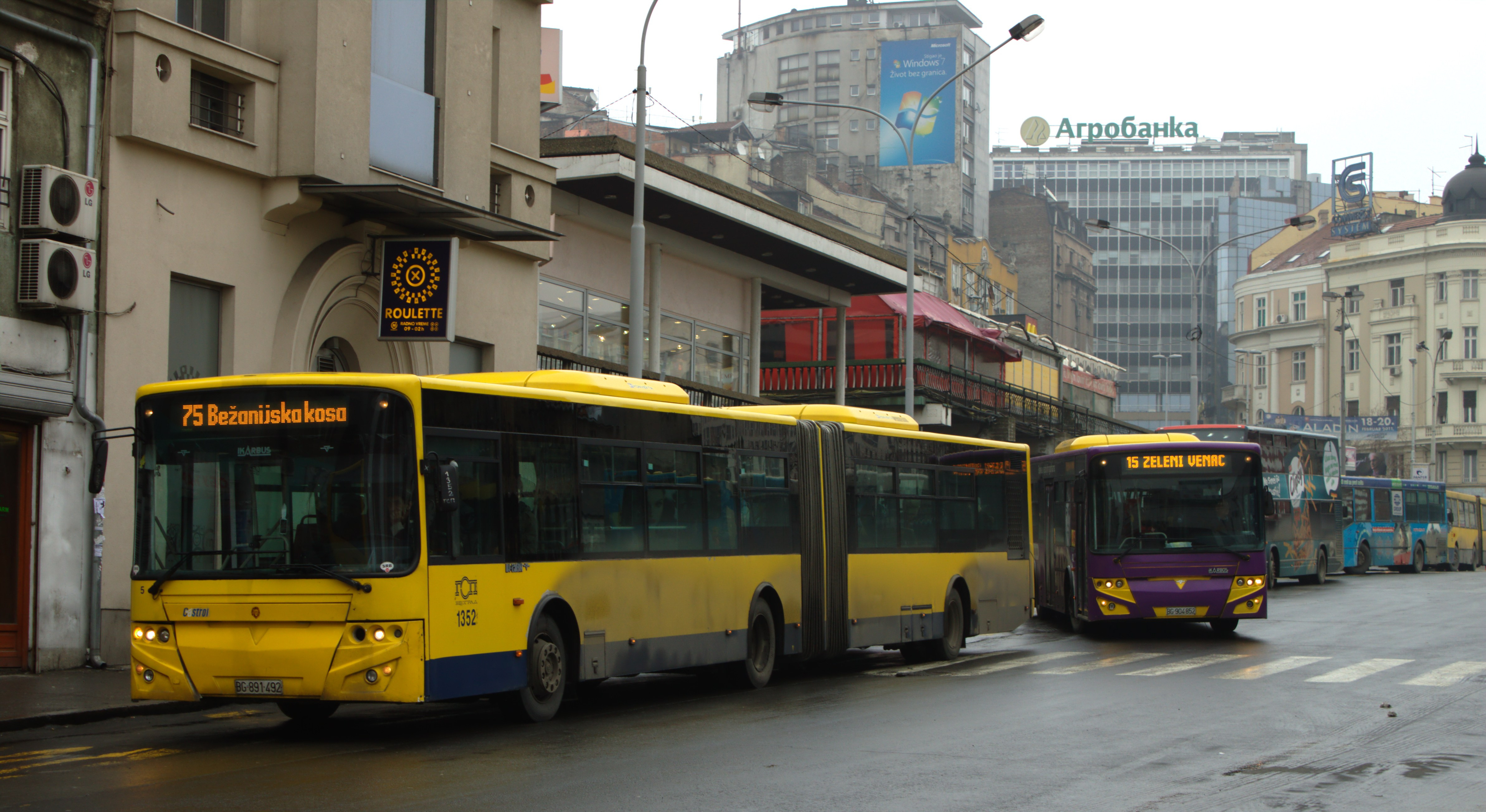
二車体連節バス
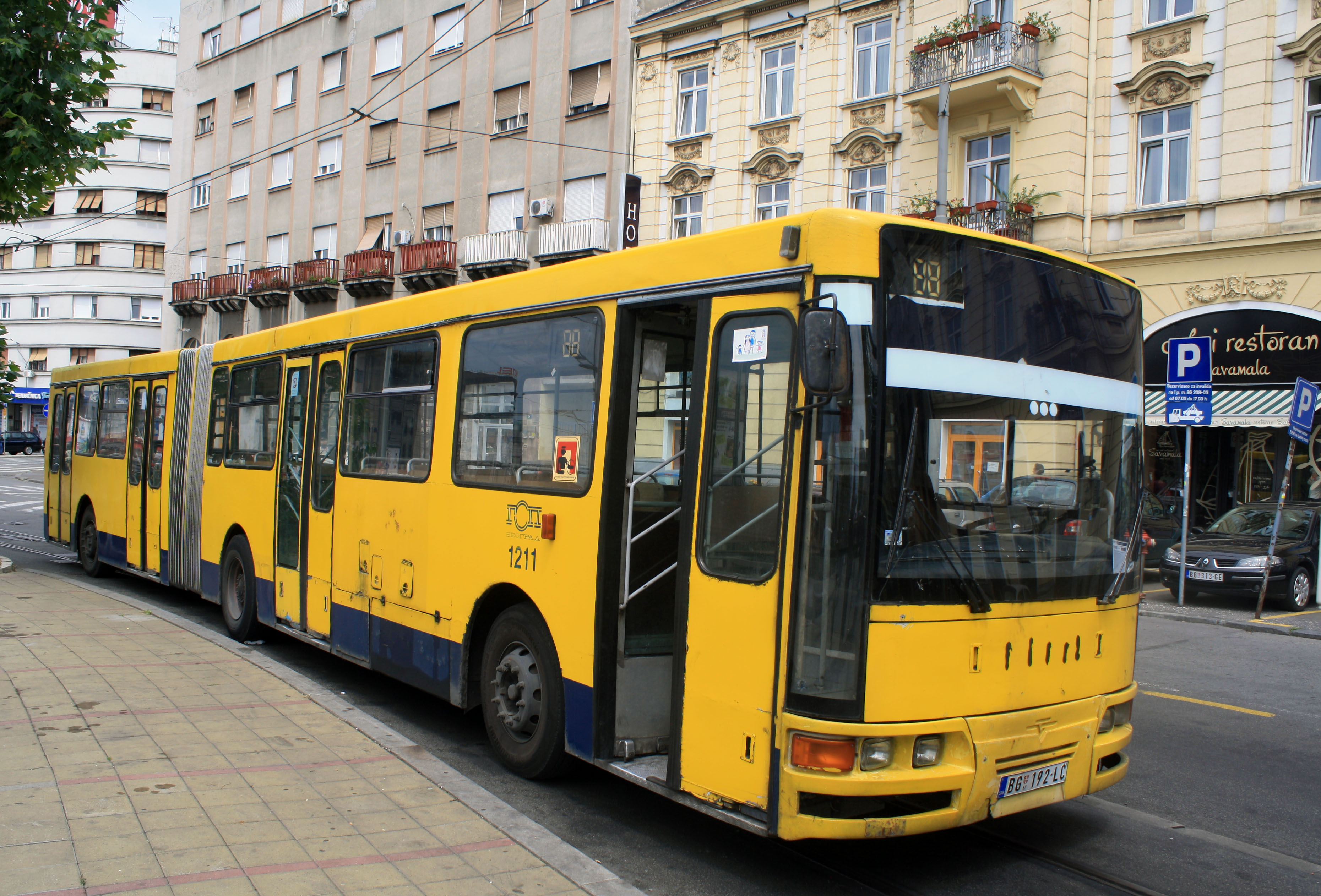
二車体連節バス（イカルバスIK-202）
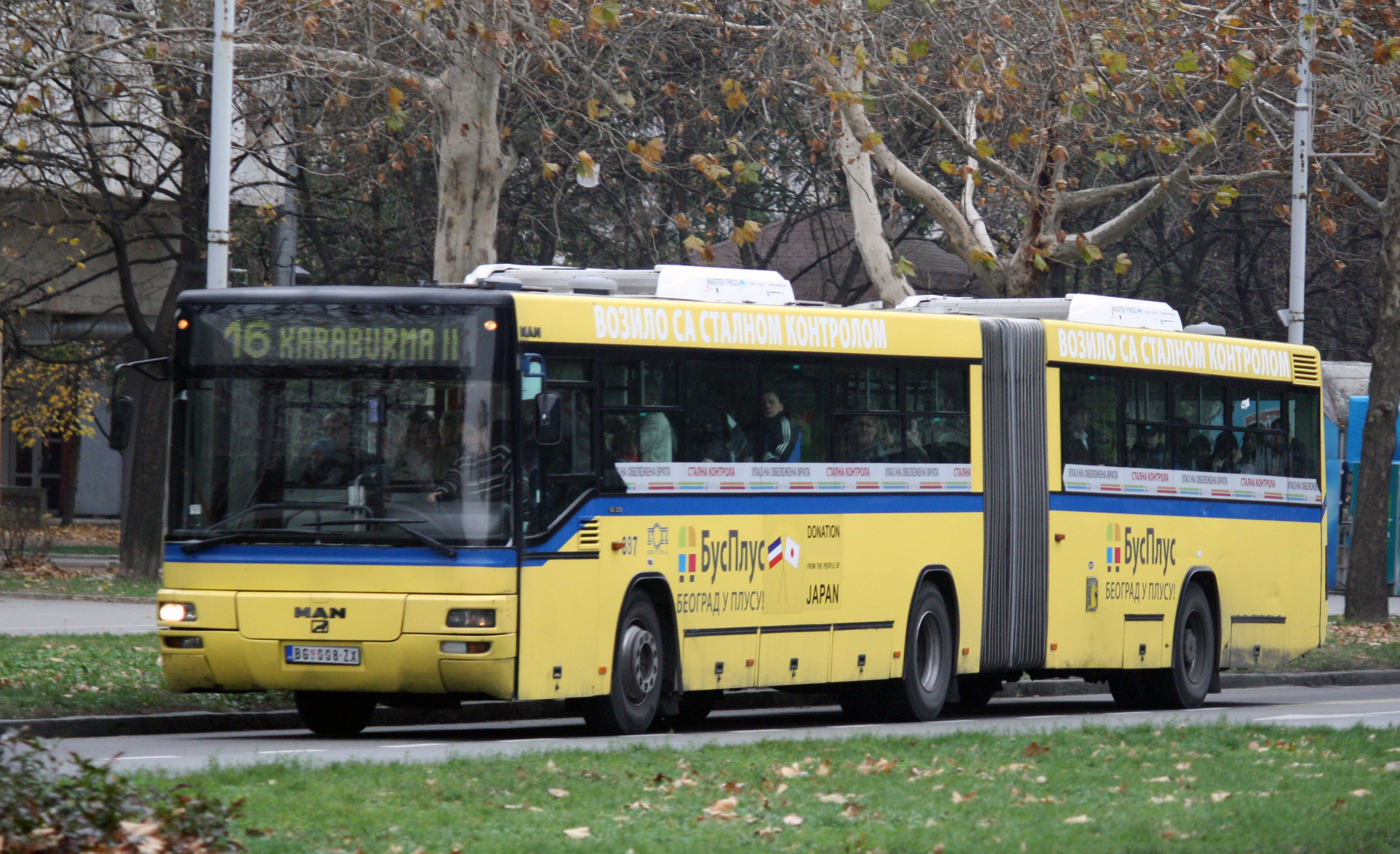
二車体連節バス（日本政府のODAにより導入されたMAN NL202）
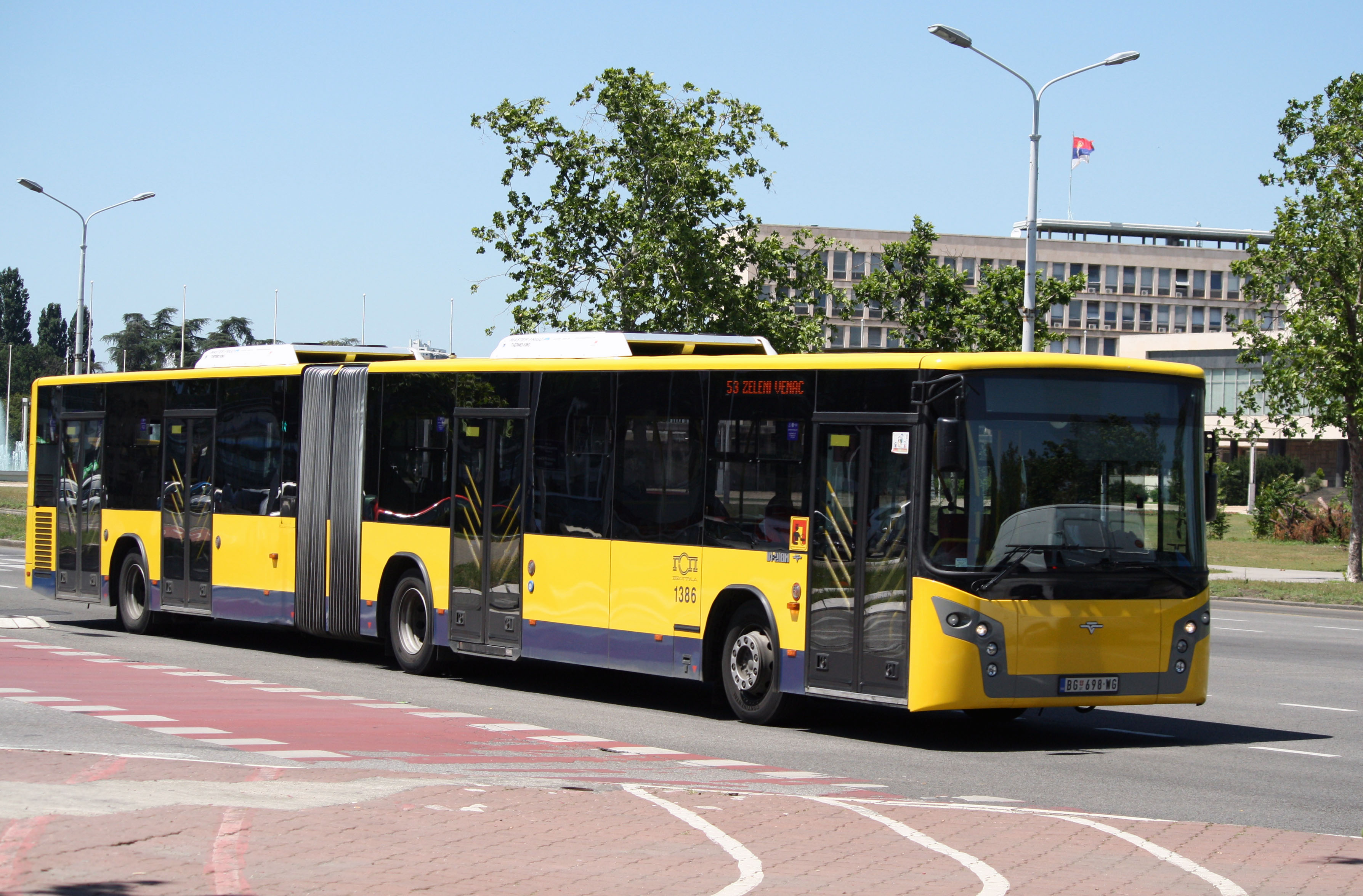
二車体連節ノンステップバス（イカルバスIK-218M）
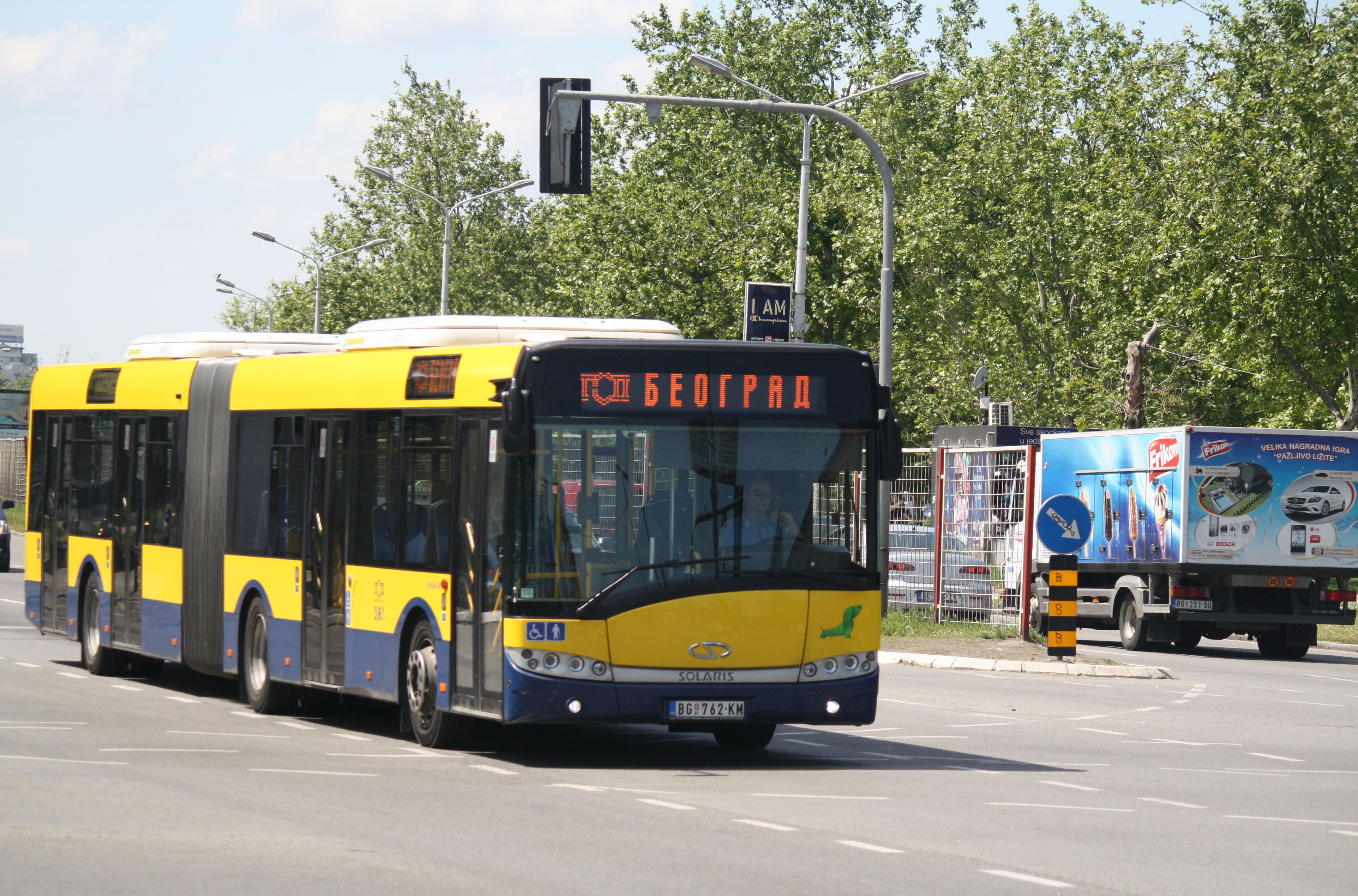
二車体連節ノンステップバス（ソラリスUrbino18）

トロリーバス

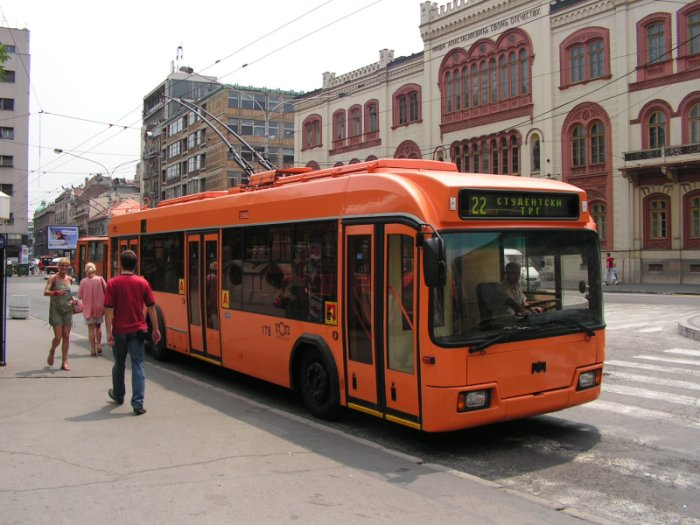
28番系統のトロリーバス車両
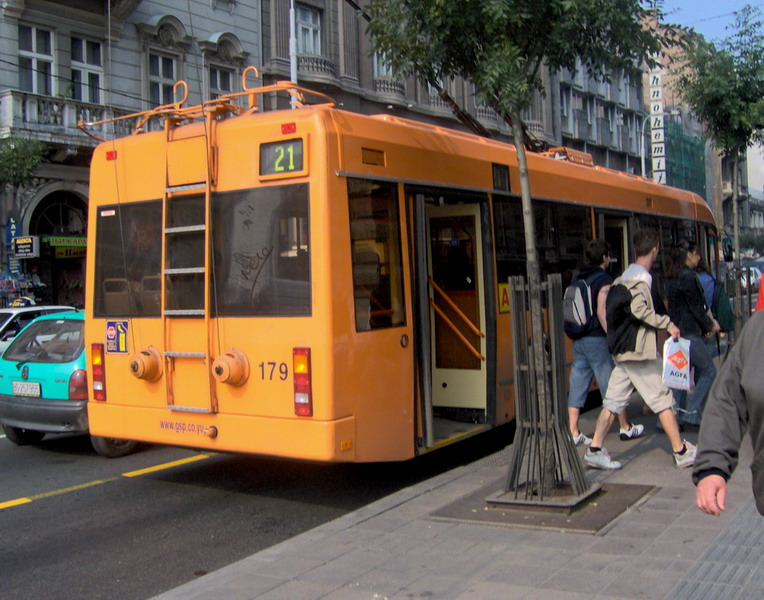
トロリーバス車両の後部
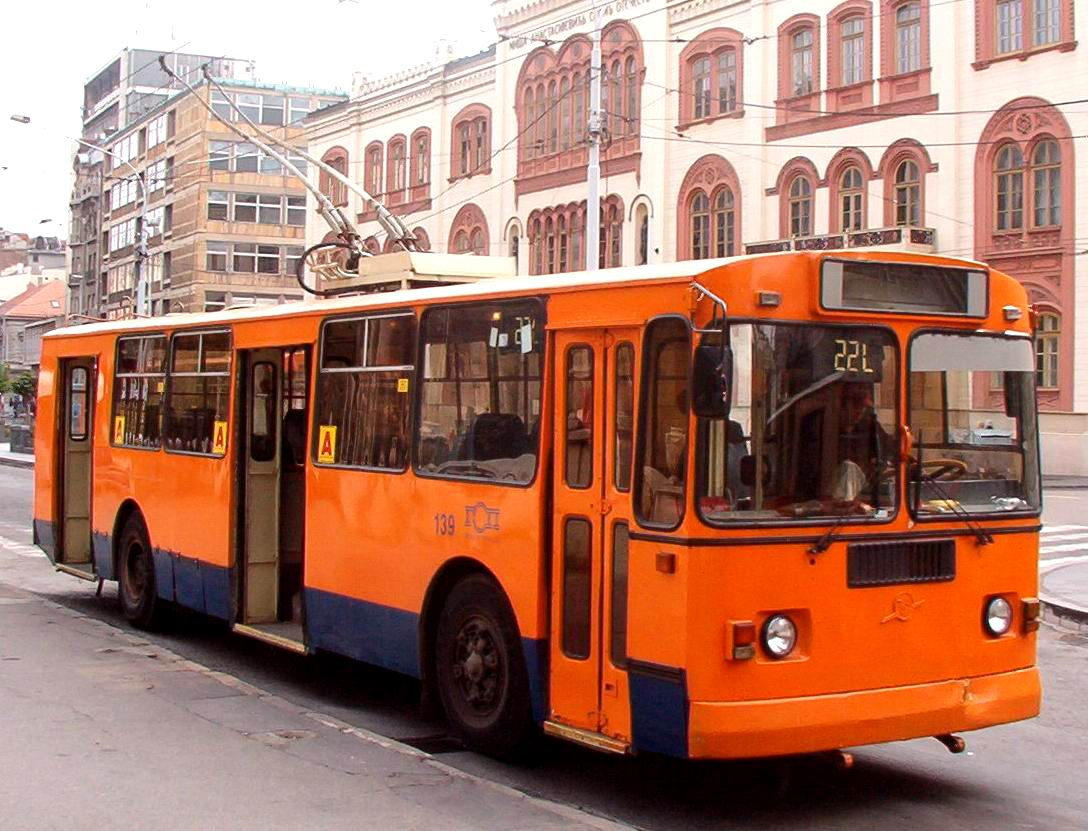
ZIU-9型トロリーバス
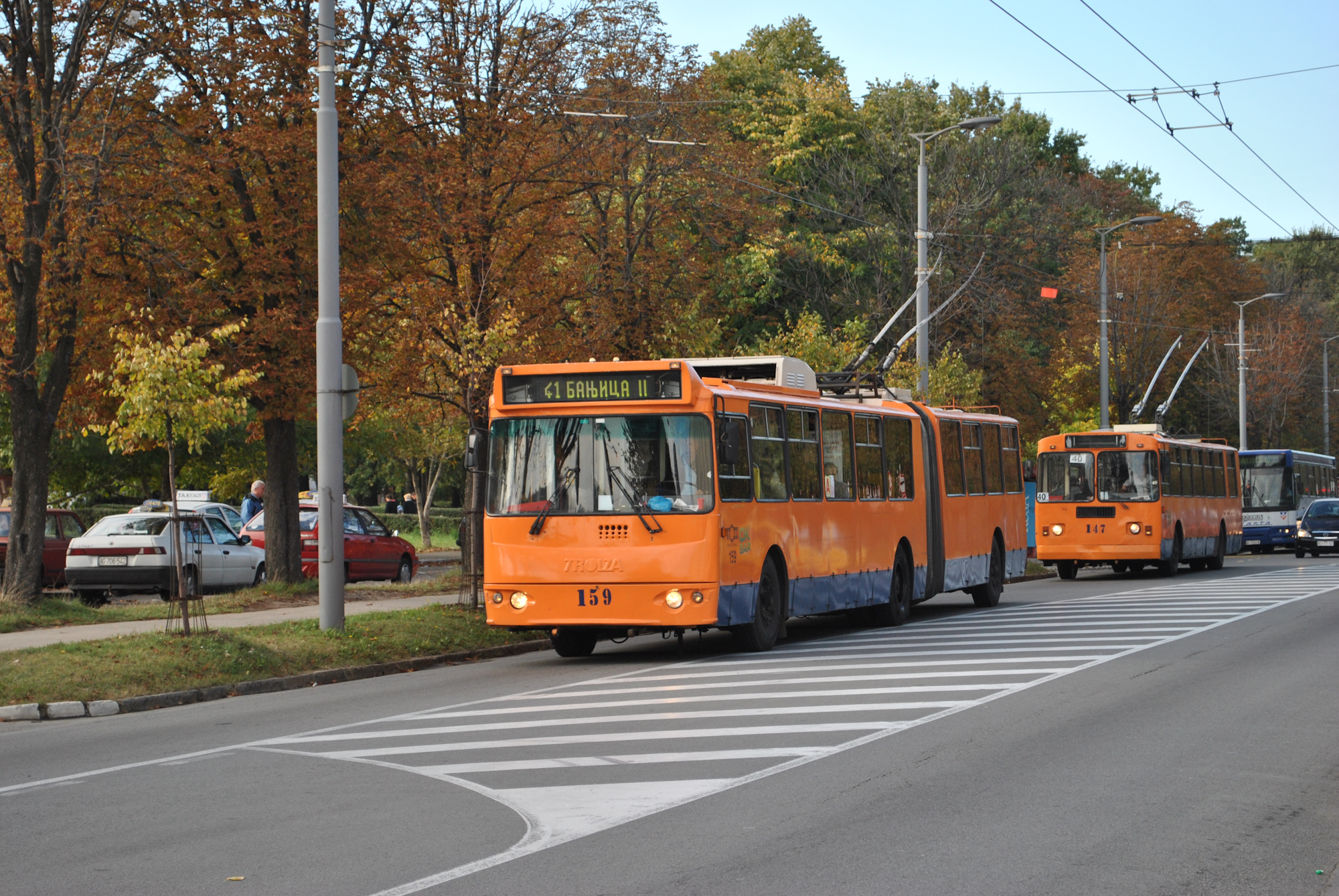
二車体連節トロリーバス

路面電車

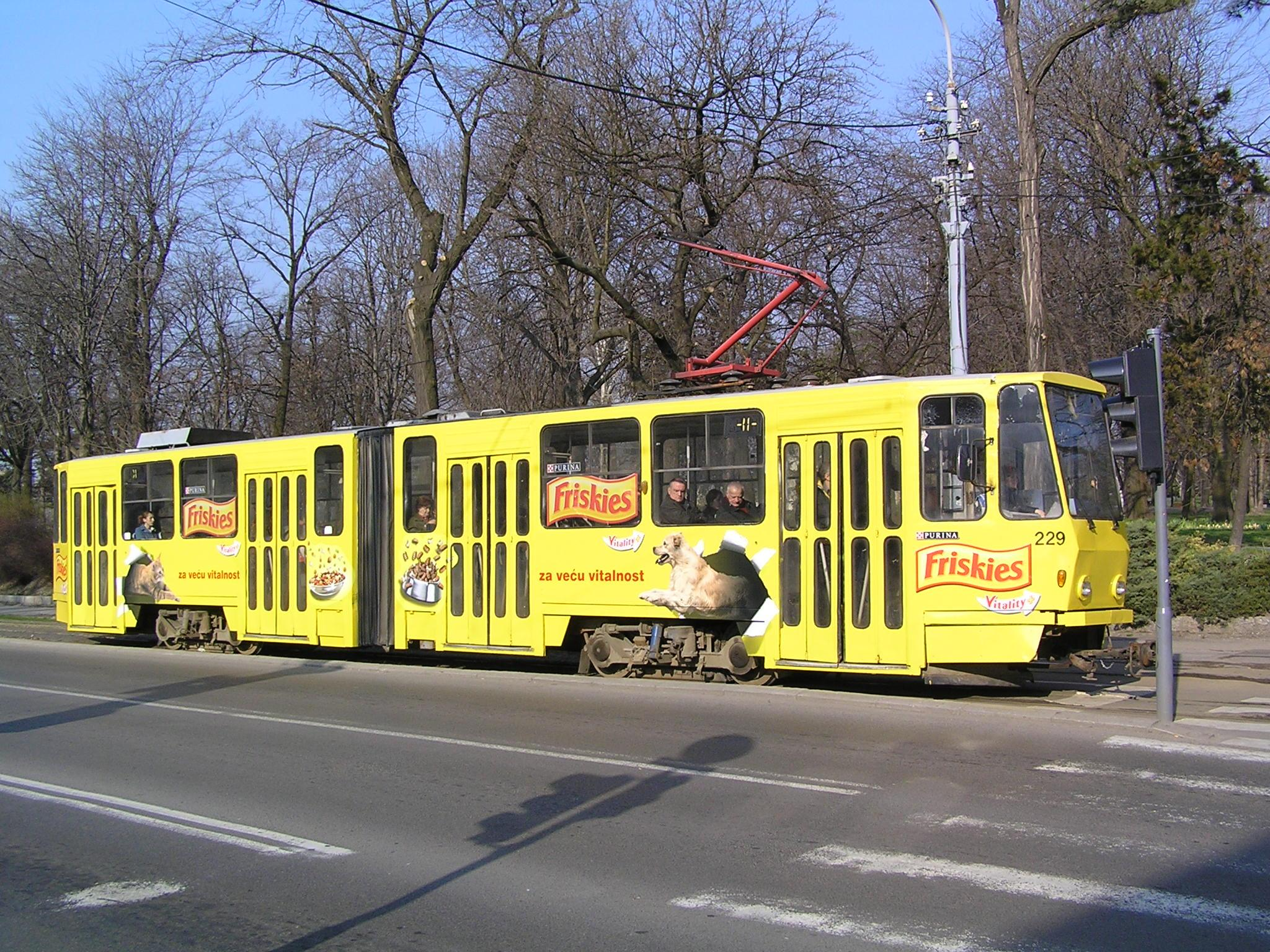
路面電車（11番系統。タトラ製二車体連節車）
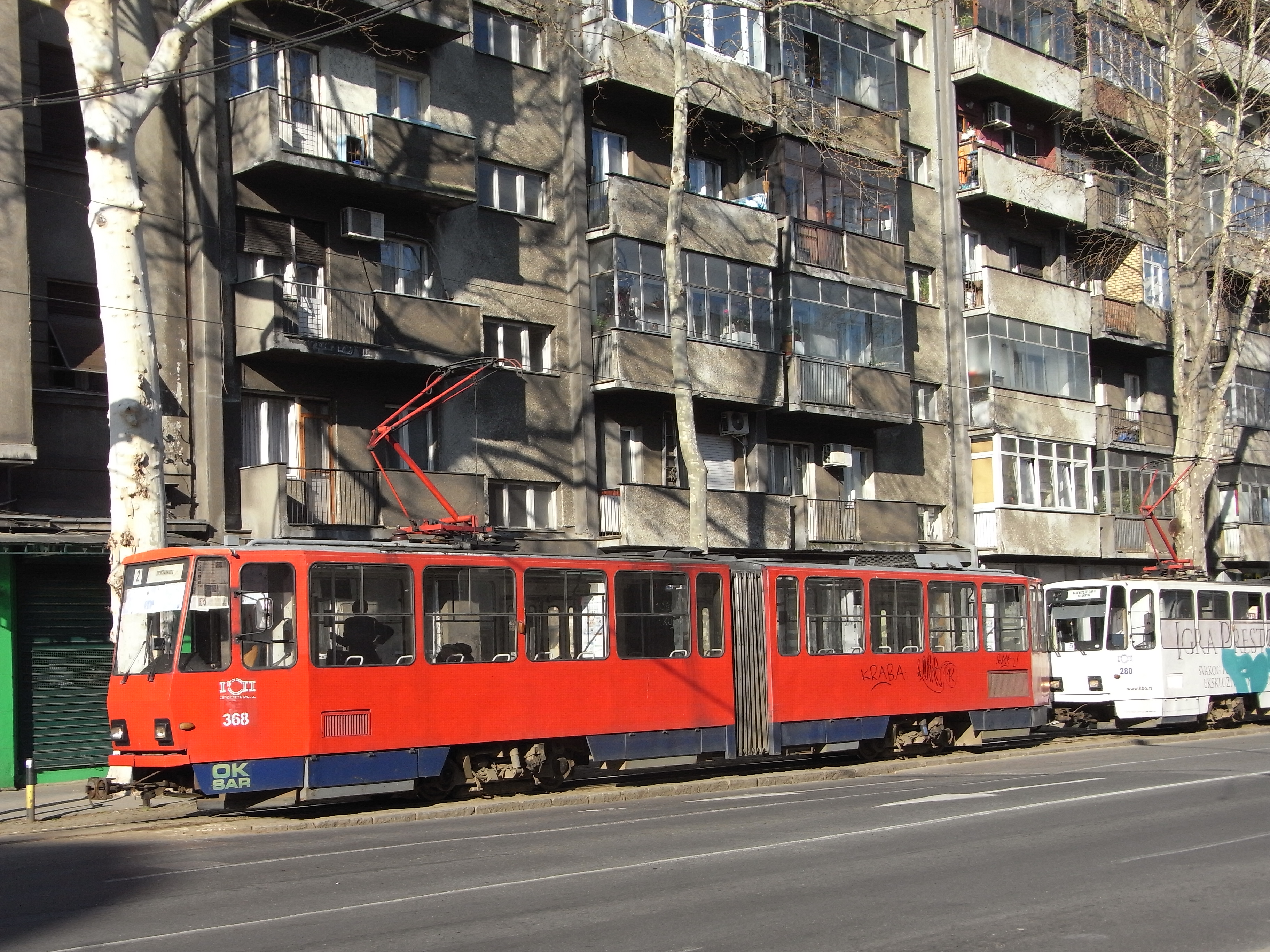
路面電車（タトラKT4）
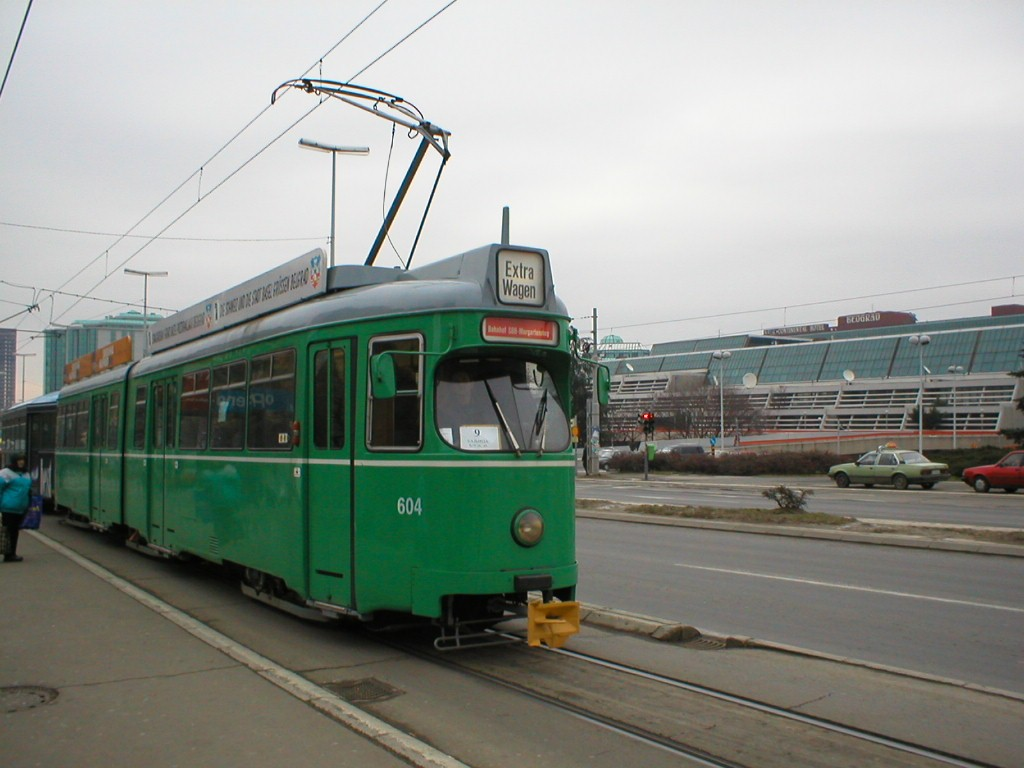
路面電車（バーゼル市からの譲受車）
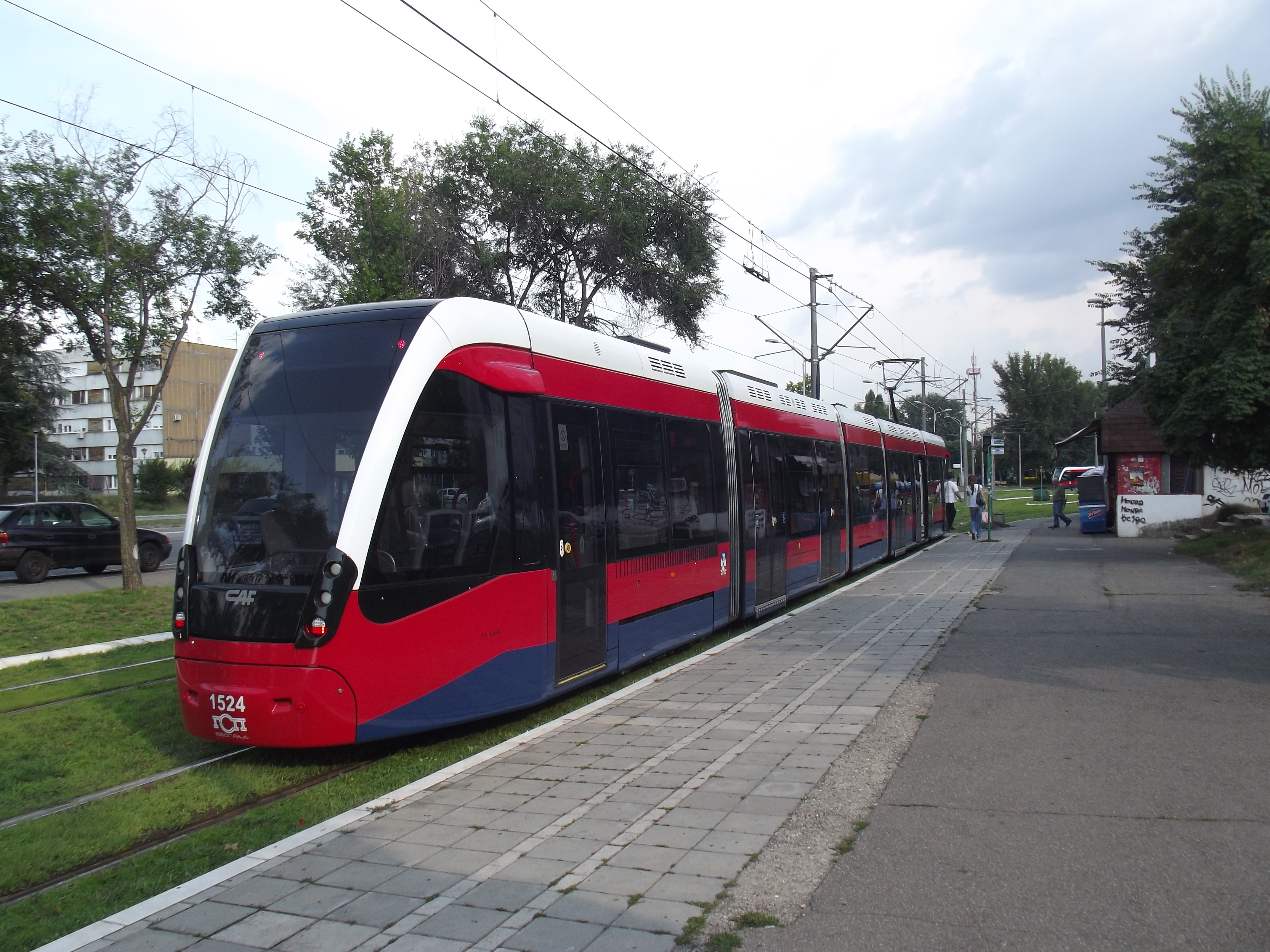
路面電車（超低床車 CAF Urbos3）

BG Voz

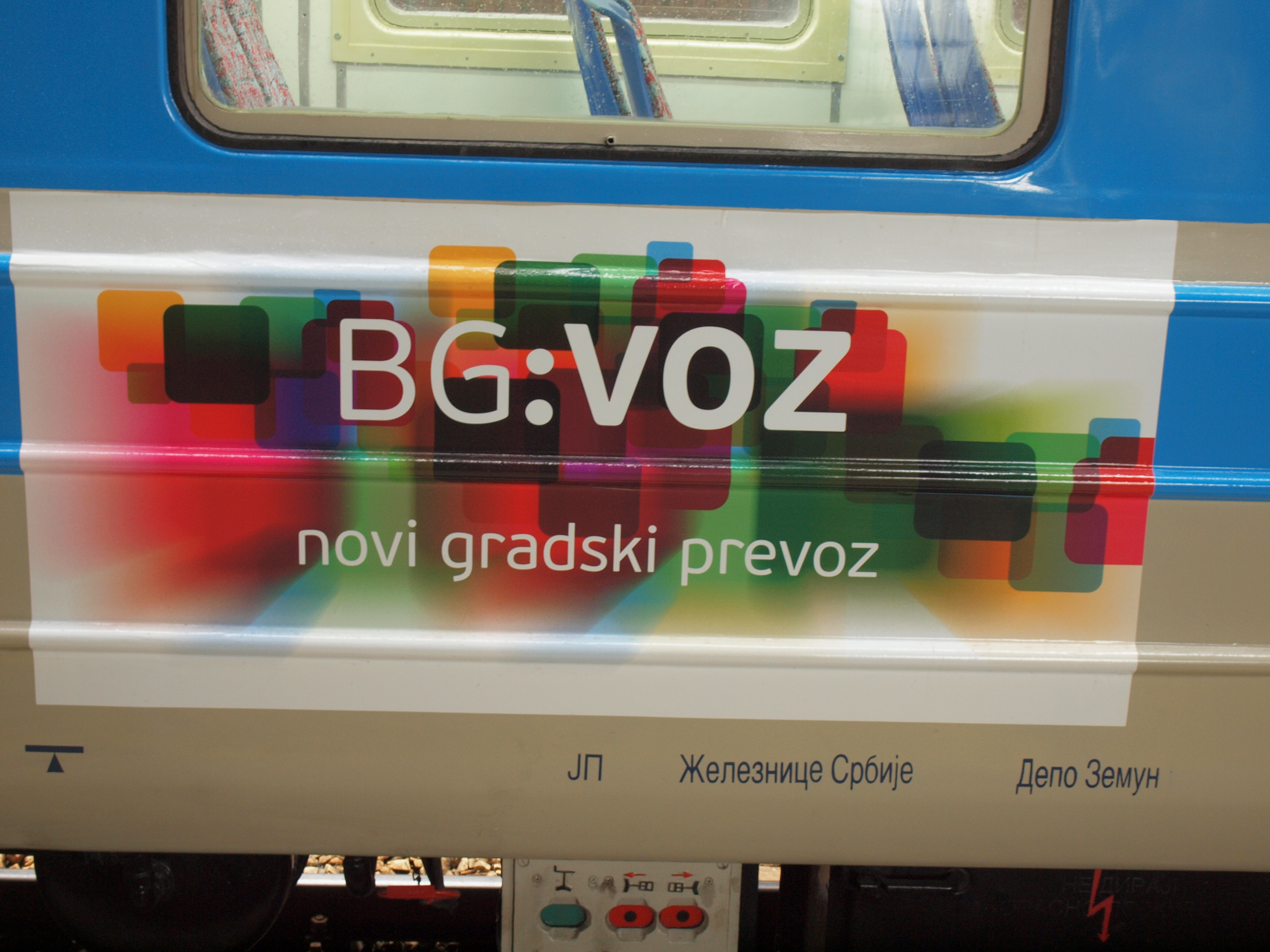
BG Vozのロゴマーク（アルファベット）
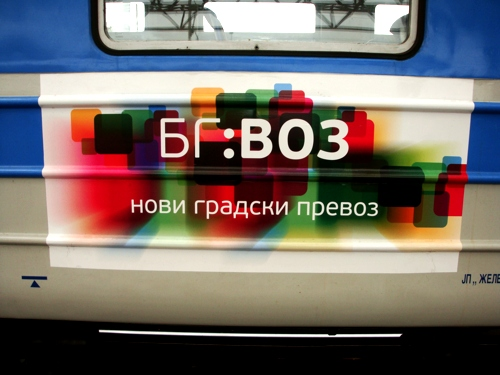
BG Vozのロゴマーク（キリル文字）
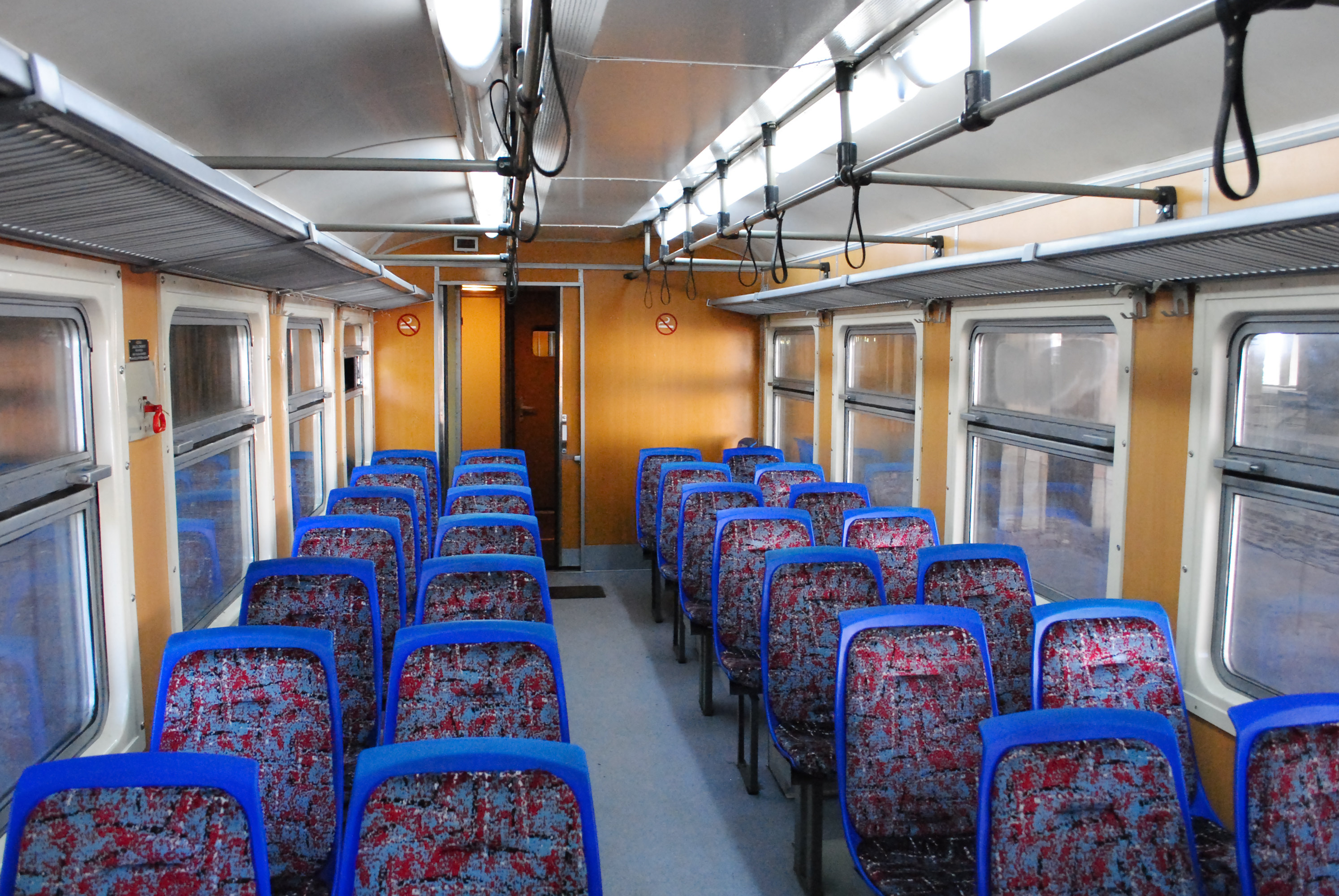
列車車内
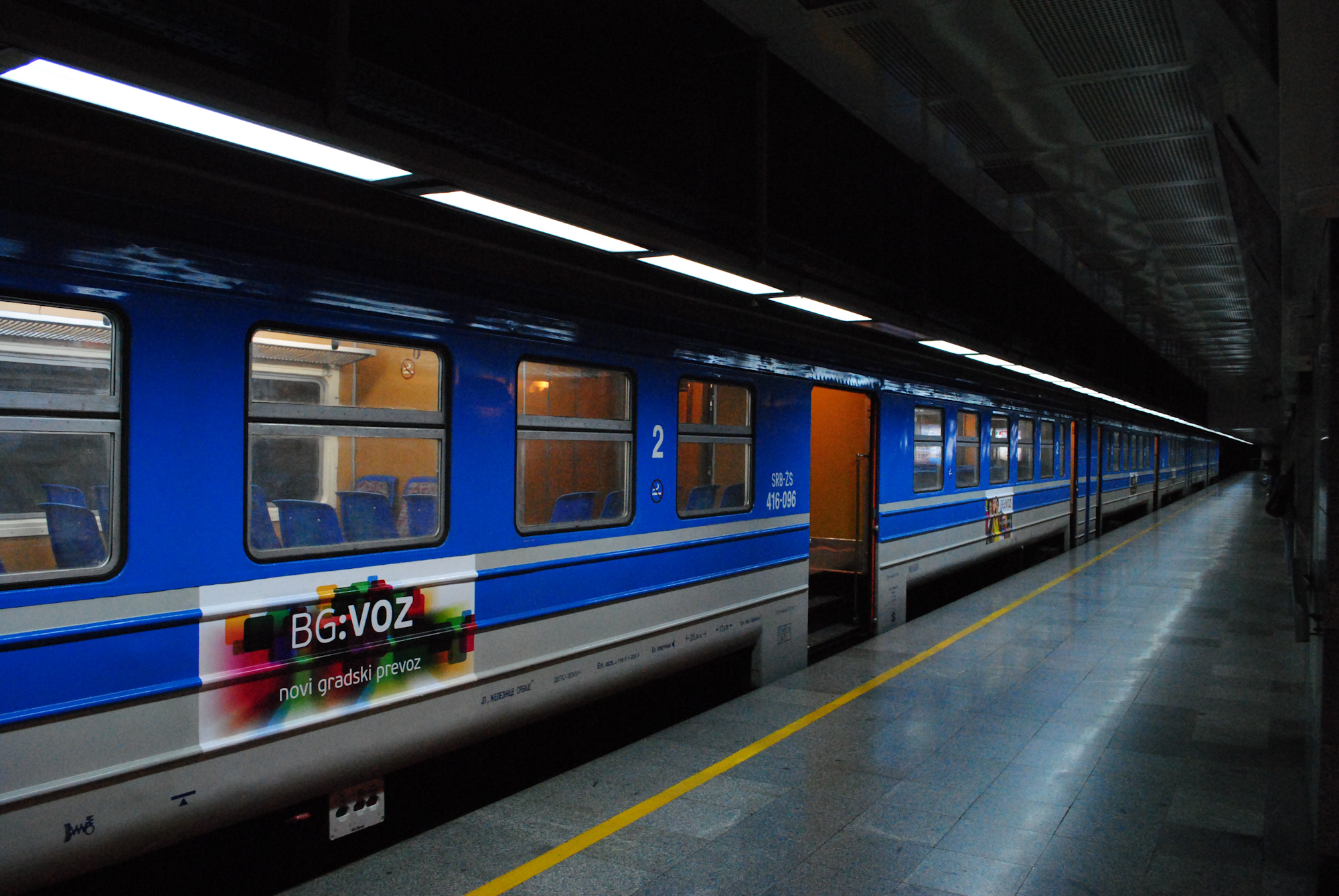
停車中の列車

その他
- BusPlusの車載器